# Lorenzova křivka
Lorenzova křivka je jedním z nejpoužívanějších způsobů grafického znázornění diverzifikace. V ekonomii se s ní často setkáváme především při grafickém znázorňování nerovnoměrnosti rozdělení důchodů či bohatství v populaci nějakého celku. Základem těchto výpočtů je seznam jednotlivých příjmů nebo aktiv seřazených vzestupně zleva doprava. Další použití můžeme hledat při popisu nerovnosti mezi velikostí jednotlivců v ekologii a při studiu biologické diverzity, kde je úhrnný podíl druhů vykreslen úhrnným podílem jednotlivců. Mezi další použití patří například hodnocení skóringových modelů.
Tato křivka je vnímána jako graf znázorňující podíl celkového příjmu nebo bohatství spodních x% lidí na ose „X“. Velmi časté je používání křivky u rozdělení příjmů, kde u dolního x% domácností se ukazuje, jaké procento (y%) z celkového příjmu mají. Procento domácností je vyneseno na ose x, procento příjmu na ose y. Křivka může být také použita pro ukázku distribuce aktiv. Toto použití mnoho ekonomů považuje za nejlepší měřítko sociální nerovnosti.
Poprvé byla sestrojena a použita v červnu roku 1905 v článku Maxe O. Lorenze „Methods of Measuring the Concentration of Wealth“ (metody měření koncentrace bohatství). Původní Lorenzova křivka měla prohozené osy a byla konkávní.

## Konstrukce Lorenzovy křivky
Ukažme konstrukci Lorenzovy křivky na příkladě měření diverzifikační schopnosti skóringového modelu. Konstrukce Lorenzovy křivky je založena na definici tzv. distribučních funkcí dobrých a špatných klientů.
Označme {\displaystyle S={\big \{}s({\boldsymbol {x}}),{\boldsymbol {x}}\in {\boldsymbol {X}}{\big \}}} obor hodnot skóringové funkce {\displaystyle s({\boldsymbol {x}})}. Potom pro každou hodnotu skóre {\displaystyle s\in S} definujme distribuční funkci dobrých klientů {\displaystyle F^{G}(s)} jako pravděpodobnost, že náhodně vybraný dobrý klient (viz skóringový model) bude mít skóre menší než {\displaystyle s}, a distribuční funkci špatných klientů {\displaystyle F^{B}(s)} jako pravděpodobnost, že náhodně vybraný špatný klient bude mít skóre menší než {\displaystyle s}.
Explicitní distribuční funkce {\displaystyle F^{G}(s)} a {\displaystyle F^{B}(s)} v praxi zpravidla neznáme, proto je nejčastěji nahrazujeme konzistentními odhady. Funkci {\displaystyle F^{G}(s)} odhadujeme jako poměr počtu dobrých klientů se skóre menším než {\displaystyle s} ku počtu všech dobrých klientů a funkci {\displaystyle F^{B}(s)} jako poměr počtu špatných klientů se skóre menším než {\displaystyle s} ku počtu všech špatných klientů.
Nakonec definujeme Lorenzovu křivku jako množinu bodů
{\displaystyle L={\Big \{}{\big [}F^{B}(s),F^{G}(s){\big ]}\in \mathbb {R} ^{2}:s\in S{\Big \}}},
kde {\displaystyle s\in S} nabývá všech hodnot použité skóringové funkce.
Takto zkonstruovaná Lorenzova křivka potom leží uvnitř jednotkového čtverce a spojuje protilehlé vrcholy, viz obrázek. Čím větší má náš model diverzifikační schopnost, tím více se Lorenzova křivka přibližuje stranám čtverce.

## Struktura a vysvětlení
Lorenzovka křivka je funkce, která je vyobrazena na jednotkovém čtverci 1. kvadrantu. Celkový součet je vyobrazen na ose „Y“ a na ose „X“ se zobrazuje dané procento populace, příjmů nebo jakéhokoliv jiného objektu, který je zkoumán. Na ose „Y“ se tedy zobrazuje podíl, jaký daný počet prvků na ose „X“ je zastoupen z celkového množství podílu. Data se vždy seřadí vzestupně. To vytváří charakteristický tvar Lorenzovy křivky pod diagonálou, což odráží míru nerovnoměrného rozdělení. Díky vzestupnému řazení dat máme jistotu, že daná funkce je vždy konvexní. Když si tyto fakta ukážeme na příkladu, můžeme třeba prohlásit, že spodních 20 % domácností čerpá 12 % z celkových příjmů (viz Paretův princip). Na Lorenzově křivce můžeme rozeznávat dva extrémy, prvním z nich je perfektní rovnoměrné rozdělení, kdy všichni lidé mají stejný příjem. V tomto případě se vždy podíl populace zobrazené na ose „X“ vždy musí rovnat i podílu z celkového množství na ose „Y“. Tato funkce lze jasně ilustrovat přímkou y=x. Tento jev se nazývá jako dokonalá linie rovnosti. Druhým extrémem je perfektní nerovnoměrné rozdělení, což v praxi znamená, že jedna osoba vlastní vše a všichni ostatní nemají žádný příjem. V tomto případě je Giniho koeficient roven 0 (Giniho koeficient je poměr plochy mezi oblastí pod Lorenzovo křivkou dané situace a perfektním rovnoměrném rozdělení. Vzhledem k tomu, že perfektní rovnoměrné rozdělení má vždy větší nebo rovnou hodnotu, tak výsledek je tedy číslo mezi 0 a 1, z toho plyne, že čím vyšší číslo to je, tím se zvyšuje nerovnoměrnější rozdělení).
{\displaystyle GC=A/A+B} Tento vzorec vyjadřuje Giniho koeficient, přesnější grafické vysvětlení je přímo na stránce Giniho koeficient.

## Vlastnosti
Z definice Lorenzovy křivky vyplývá, že bude vždy
(a)   Spojitá na uzavřeném intervalu <0,1>
(b)   Rostoucí
(c)   Konvexní
Také víme, že se křivka nemůže nikdy dostat nad přímku s předpisem y=x, tedy přímku, která protíná kvadrant uprostřed a reprezentuje absolutně rovné rozdělení bohatství ve společnosti.
Dále nám díky kumulativnímu procentuálnímu rozdělení umožňuje porovnávat data bez měřítek, tedy například porovnávat distribuci bohatství v různých zemích bez potřeby srovnávat tamní měny, inflaci nebo počet obyvatel (populační princip měření nerovnosti).
Ačkoli je křivka hladká, k jejímu výpočtu se používají statistická data, která nebývají úplná. Jelikož nemáme přesná data pro každé procento populace, často se tvar křivky odhadne podle dostupných dat. Tvar Lorenzovy křivky může být tudíž citlivý na kvalitu a velikost vzorku dat. Také matematické předpoklady a úsudky o tom, jak nejlépe vytvořit vhodnou křivku, mohou být zdrojem nepřesností mezi Lorenzovou křivkou a skutečnou distribucí bohatství dané země. Podrobnější data, například rozdělení bohatství společnosti podle decilů nebo procent, jsou spolehlivější pro vytváření křivky než běžná data podle kvintilů nebo čtvrtin. 

## Použití Lorenzovy křivky

### Příklad použití Lorenzovy křivky
Představme si, že osa „X“ neboli {\displaystyle F^{B}}zobrazuje procento populace a osa „Y“ neboli {\displaystyle F^{G}}procento bohatství ve společnosti (alternativně také důchodu), pak Lorenzova křivka (plná čára nahoře) uvádí například, že 40 % populace oné společnosti vlastní 10 % z veškerého bohatství v této společnosti (alternativně, že na ni připadá 10 % důchodu). Tečkovaná čára grafu by zobrazovala rovnostářskou společnost, kdy všichni jedinci dosahují identické úrovně bohatství (alternativně: stejné úrovně důchodu).
V příkladu jsme si tedy rozdělili společnost na pětiny a v každé je jejich procento bohatství ve společnosti odlišné, což také znamená, že společnost nedosahuje identické úrovně bohatství. Dále jsme si do příkladu zavedli četnost, která je uvedena v Kč. Z četnosti můžeme lehce získat procentuální podíl v konkrétní pětině. Tento procentuální podíl bychom získali vydělením, když bychom dělili četnost konkrétní pětiny sumou všech četností. Tedy například u 2. pětiny {\displaystyle \left({\frac {16000000}{4000000+16000000+30000000+70000000+80000000}}\right)=\left({\frac {16*1000000}{200*1000000}}\right)=\left({\frac {8}{100}}\right)=0.08}
V posledním sloupci tu máme kumulativní četnost, která nám ukazuje, jaký podíl bohatství ve společnosti má konkrétní pětina spolu se všemi ostatními pětiny, které jsou na ose „X“ neboli {\displaystyle F^{B}} zobrazovány menšími hodnoty.) Když mluvíme o kumulativní četnosti v tomto případě, tak vždycky na konci musí mít hodnotu 1. Důvodem je, že se bavíme o kumulativní četnosti podílu, kde celkový podíl musí být vždy jedna.
Pod tímto textem můžeme vidět tabulku hodnot, kde jsou názorně ukázané hodnoty u konkrétních pětin obyvatelstva. Celé grafické znázornění je ale pod tabulkou, které je úplně typickým příkladem Lorenzovy křivky.

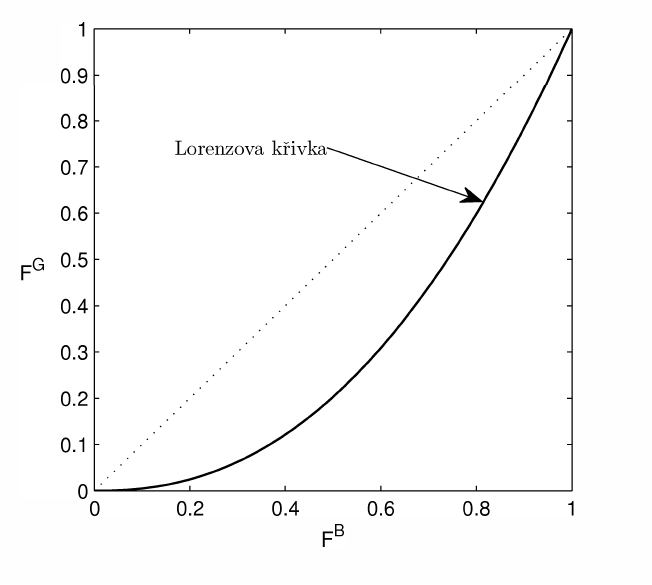
Lorenzova křivka z příkladu

| Procento populace {\displaystyle F^{B}} (rozděleno na pětiny) | Procento bohatství ve společnosti {\displaystyle F^{G}} | Četnost (v Kč) | Kumulativní četnost |
| ------------------------------------------------------------- | ------------------------------------------------------- | -------------- | ------------------- |
| 1. pětina (0 až 20 % populace)                                | 0.02 (2%)                                               | 4000000 Kč     | 0.02                |
| 2. pětina (20 % až 40 % populace)                             | 0.08 (8%)                                               | 16000000 Kč    | 0.10                |
| 3. pětina (40 % až 60 % populace)                             | 0.15 (15%)                                              | 30000000 Kč    | 0.25                |
| 4. pětina (60 % až 80 % populace)                             | 0.35 (35%)                                              | 70000000 Kč    | 0.60                |
| 5. pětina (80 % až 100 % populace)                            | 0.40 (40%)                                              | 80000000 Kč    | 1                   |

### Grafické znázornění nerovnosti v závislosti na druhu příjmu
Lorenzova křivka se používá nejen ke znázornění nerovnoměrného rozložení bohatství, ale také nerovnoměrného zastoupení jednotlivých složek tohoto bohatství. Na následujícím grafu vidíme populaci a její příjmy v USA v roce 2007. Příjmy z práce jsou zobrazeny zeleně, příjmy z kapitálu (dividendy, úroky z investic atd.) růžově. Na dolních 80 % populace připadá 50 % příjmů z mezd, ale jen 20 % příjmů z kapitálu. Zelená křivka je tedy blíže absolutní rovnosti (černě) než křivka růžová. Lorenzova křivka nám tedy napovídá, že příjem z kapitálu je ve společnosti rozdělen mnohem nerovnoměrněji než příjem z práce.

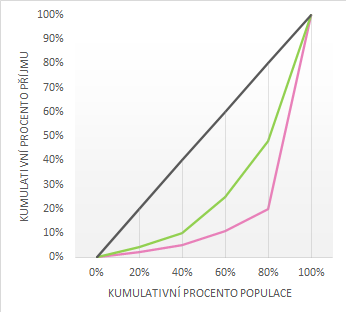
Lorenzova křivka příjmů z práce a kapitálu v USA (2007)

### Lorenzův koeficient asymetrie
Lorenzův koeficient asymetrie je dodatečný index, který měří míru symetrie Lorenzovy křivky. Jelikož dvě různé křivky mohou mít stejný Giniho koeficient, používá se koeficient asymetrie jako dodatečná informace k tvaru křivky. Pokud je koeficient větší než jedna, je nerovnost dána zejména pár velmi bohatými jedinci. Naopak, je li koeficient menší než jedna, je nerovnost dána velikým počtem spíše chudých lidí. Tento koeficient nám relativně jednoduše může popsat složení studované populace.

### Index Robina Hooda
Index Robina Hooda, nebo také Hooverův index, měří největší vzdálenost mezi křivkou absolutní rovnosti y=x a empirickou Lorenzovou křivkou. Vyjadřuje, kolik bohatství nad mediánem by se muselo přerozdělit chudším, aby společnost byla absolutně rovnostářská, tedy aby empirická křivka byla totožná s křivkou y=x.

### Grafické porovnání nerovnosti mezi jednotlivými státy

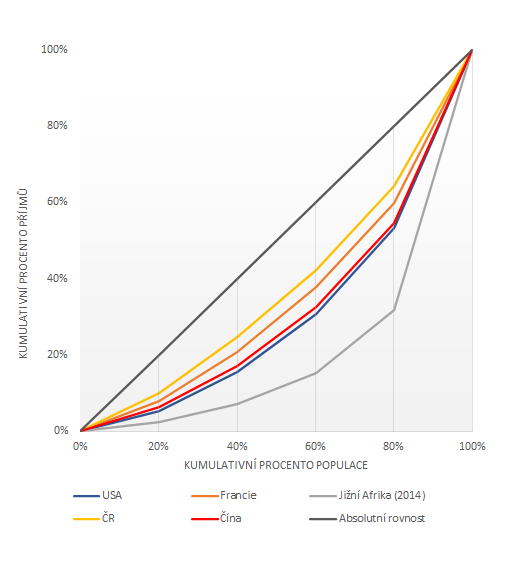
Lorenzova křivka pro různé země

Dalším využitím Lorenzovy křivky je grafické porovnávání ekonomické nerovnosti mezi jednotlivými zeměmi. Na následujícím grafu můžeme pozorovat Lorenzovu křivku pro pět různých zemí v roce 2016 (v roce 2014 pro Jižní Afriku). Se znalostí funkce Lorenzovy křivky můžeme jednoduše poznat, že zemí s nejméně nerovností bohatství je Česká republika (žlutě), následuje Francie (oranžově), Čína (červeně), USA (modře) a Jižní Afrika (šedivě). Můžeme si všimnout, že Čína a USA mají přibližně stejné rozdělení bohatství ve společnosti. 